# الموگیا
الموگیا (به اسپانیایی: Almogía) یکی از دهستان‌های اسپانیا است که در اندلس واقع شده‌است.

## خصوصیات
الموگیا ۱۶۴ کیلومترمربع مساحت و ۴٬۱۶۸ نفر جمعیت دارد و ۳۵۷ متر بالاتر از سطح دریا واقع شده‌است.